# Орден Людвіга (Гессен-Дармштадт)
Орден Людвіга (нім. Ludwigsorden) ― орден за заслуги, що існував у Великому герцогстві Гессен в 1807, 1831–1918 роках. Був найбільш почесним орденом великого герцогства. Орденом нагороджувалися особи за цивільні та військові заслуги, а Великий хрест нагороди призначався для людей із титулом князя і вище.

## Історія
Орден був заснований указом великого герцога (до 1806 року ― ландграфа) Людвіга I 25 серпня 1807 року. 14 серпня 1831 року великий герцог Людвіг II проголосив статути ордена. Він став мати п'ять ступенів:
- Великий хрест (нім. Großkreuz);

- Командор першого класу (нім. Komtur I. Klasse);
- Командор другого класу (нім. Komtur II. Klasse);
- Лицар першого класу (нім. Ritter I. Klasse);
- Лицар другого класу (нім. Ritter II. Klasse).

У 1853 році до орденського знаку додавалася золота, а з 1859 року — також і срібна медаль. У 1912 році великий герцог Гессен-Дармштадта Ернст Людвіг скоротив кількість класів, залишивши лише один клас для лицарів. Далі, Лицарський хрест 1-го класу вручався відтепер як Почесний хрест. В ознаменування 25-річного ювілею свого правління Ернст Людвіг в 1917 році засновує до ордену золотий ланцюг. Спочатку орденом Людвіга нагороджувалися як військові, так і цивільні особи, а також іноземці. З початком Першої світової війни він стає військовим орденом «За заслуги».

## Опис
Орденський знак являє собою восьмикутний золотий хрест, покритий чорною емаллю, з червоно-золотою окантовкою. На червоному медальйоні хреста знаходиться латинська буква «L» — перша буква імені засновника. На білому із золотою окантовкою обідку медальйона знаходиться напис золотими літерами ― «нім. FÜR VERDIENST» (За заслуги). На зворотному боці хреста — девіз ордена в 4 рядки: «нім. GOTT EHRE VATER LAND» (БОГ ЧЕСТЬ БАТЬКІВЩИНА) на білому тлі, обрамлена лавровим вінком. Над хрестом — корона з п'ятьма дужками. Зірка Великого хреста восьмикутна, девіз «нім. GOTT EHRE VATER LAND» — золотом на чорному медальйоні, лавровий вінок на білому обідку медальйона. Зірка командора I класу в формі знака ордена, збільшеного до розмірів зірки, по кутах — срібні промені. Великий хрест носили на широкій стрічці від лівого плеча до правого стегна з восьмикутною нагрудною зіркою. Командори носили свій знак на шийній стрічці. Лицарі носили орден на лівій стороні грудей. Орденська стрічка була чорного кольору з широкими червоними смугами по краях. 

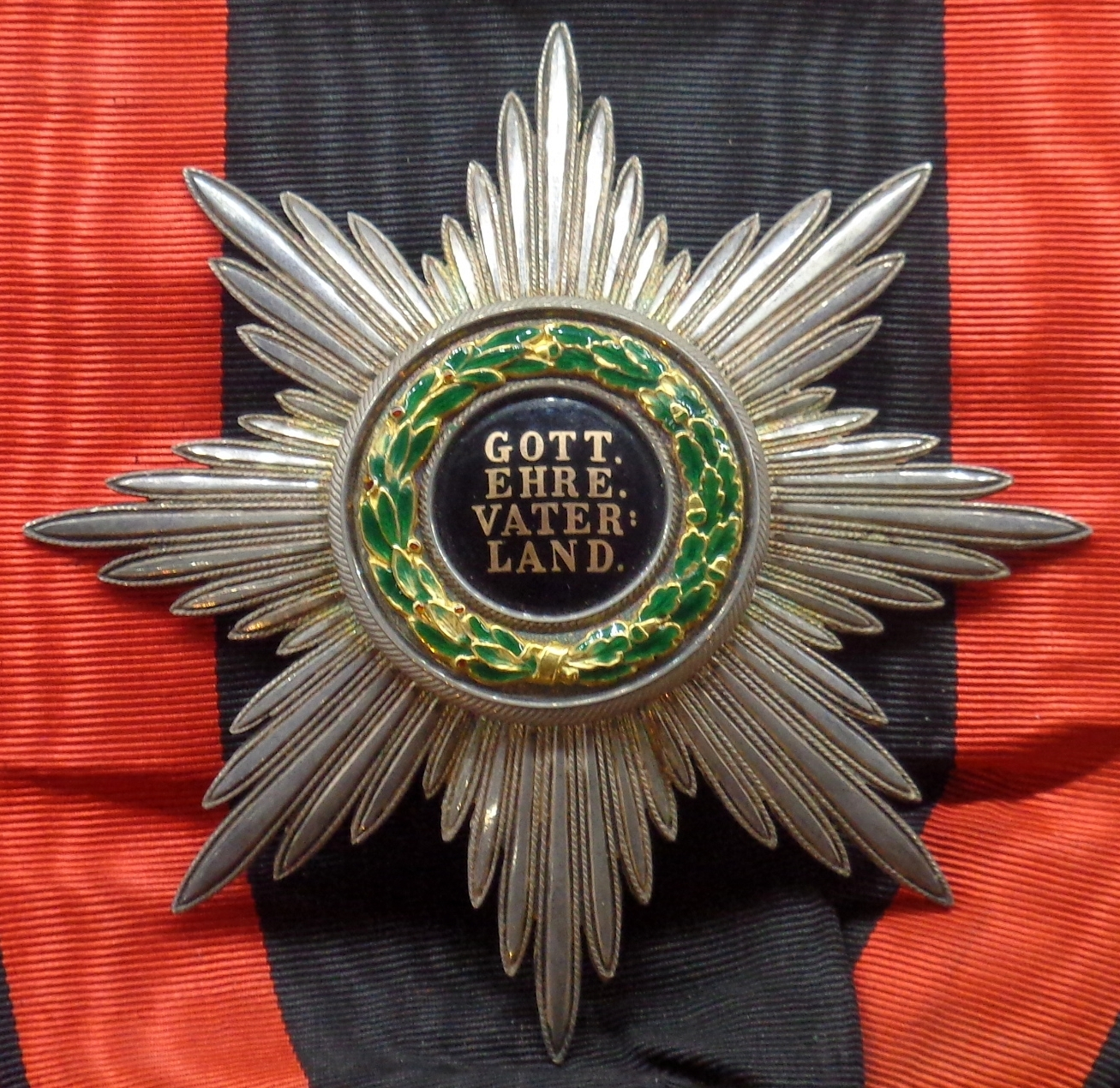
Зірка великого хреста ордену Людвіга.
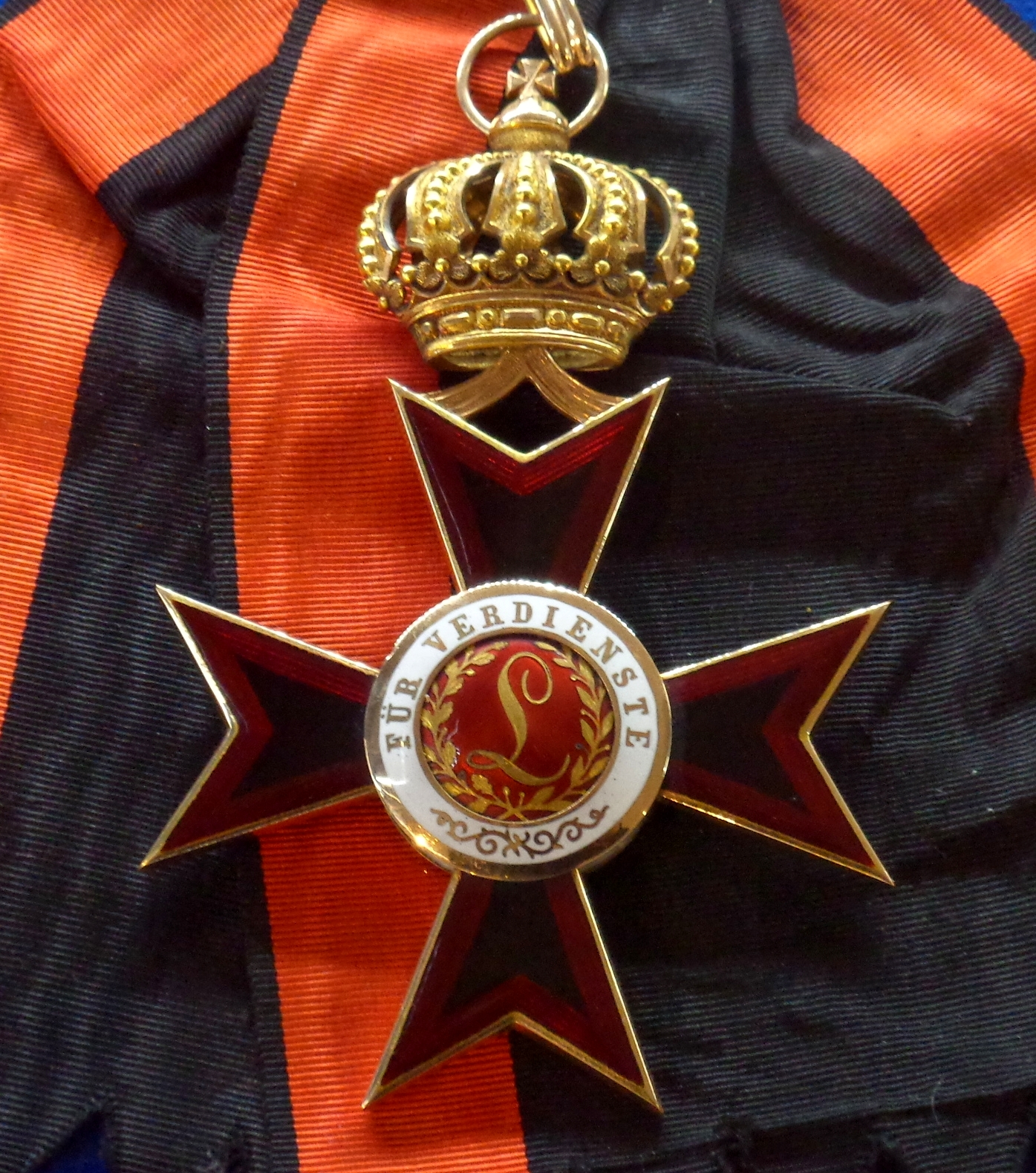
Великий хрест ордену Людвіга із широкою стрічкою.
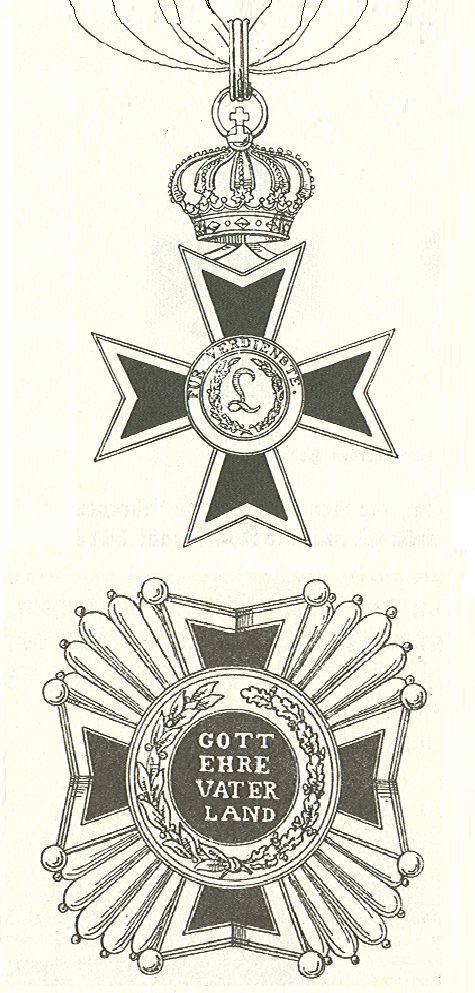
Нагороди командора першого класу.
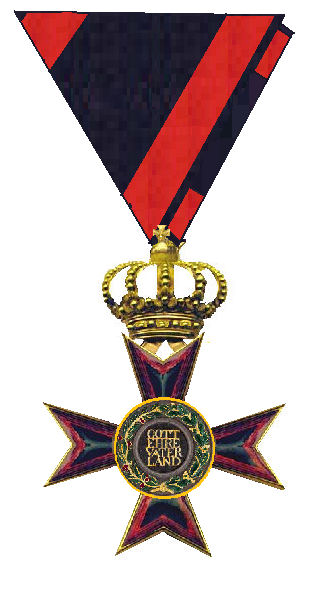
Нагорода лицаря другого класу.
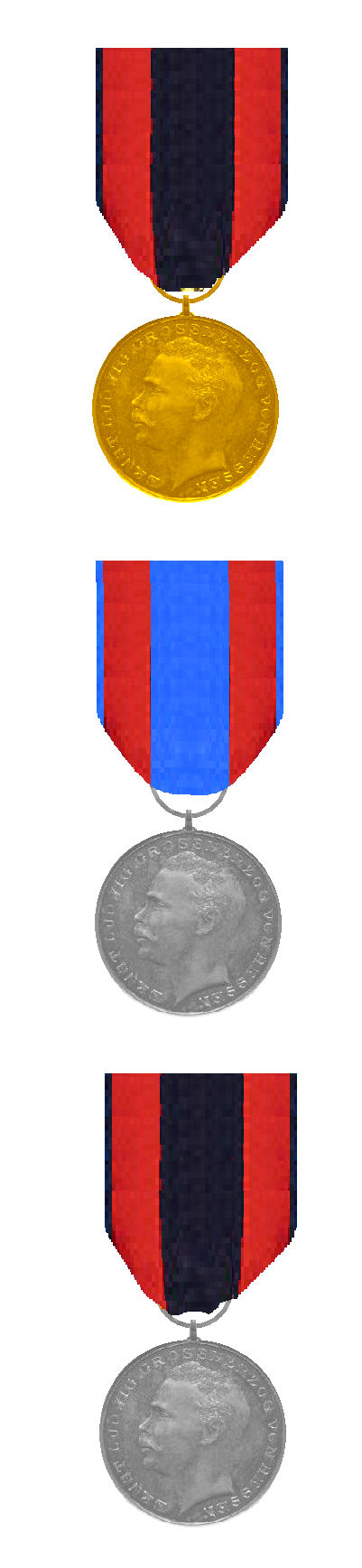
Золота та срібні медалі, які додавалися до ордена.

## Відомі володарі ордена
- Вільгельм I (німецький імператор);
- Франц Йосиф I (імператор Австро-Угорщини);
- Леопольд II (король Бельгії);
- Віллем III (король Нідерландів);
- Кароль I (князь Румунії);
- Отто фон Бісмарк (райхсканцлер Німецької імперії);
- Гельмут Карл Бернхард фон Мольтке (німецький генерал-фельдмаршал);
- Олександр II (російський імператор);